# Садо (Ніїґата)
38°01′05.99″ пн. ш. 138°22′05.35″ сх. д. / 38.0183306° пн. ш. 138.3681528° сх. д.
Садо́ (яп. 佐渡市, さどし, МФА: [sado ɕi̥]) — місто в Японії, в префектурі Ніїґата. Станом на 1 квітня 2009 площа міста становила 855,27 км². Станом на 1 червня 2011 населення міста становило 61 817 осіб.

## Географія
Розташоване в північній частині префектури, на острові Садо в Японському морі.

### Клімат
Місто знаходиться у зоні, котра характеризується вологим субтропічним кліматом. Найтепліший місяць — серпень із середньою температурою 26.1 °C (79 °F). Найхолодніший місяць — січень, із середньою температурою 2.2 °С (36 °F).
| Клімат Садо             | Клімат Садо | Клімат Садо | Клімат Садо | Клімат Садо | Клімат Садо | Клімат Садо | Клімат Садо | Клімат Садо | Клімат Садо | Клімат Садо | Клімат Садо | Клімат Садо | Клімат Садо |
| Показник                | Січ.        | Лют.        | Бер.        | Квіт.       | Трав.       | Черв.       | Лип.        | Серп.       | Вер.        | Жовт.       | Лист.       | Груд.       | Рік         |
| Абсолютний максимум, °C | 17          | 20          | 21          | 27          | 29          | 33          | 35          | 35          | 35          | 31          | 26          | 22          | 35          |
| Середній максимум, °C   | 5           | 5           | 8           | 14          | 18          | 22          | 27          | 29          | 25          | 19          | 13          | 8           | 16          |
| Середня температура, °C | 2           | 2           | 4           | 10          | 14          | 18          | 23          | 26          | 21          | 15          | 10          | 5           | 13          |
| Середній мінімум, °C    | 0           | 0           | 1           | 6           | 10          | 15          | 20          | 22          | 18          | 12          | 7           | 2           | 10          |
| Абсолютний мінімум, °C  | −7          | −7          | −6          | −2          | 2           | 7           | 12          | 14          | 9           | 5           | −1          | −5          | −7          |
| Норма опадів, мм        | 130         | 100         | 100         | 110         | 90          | 100         | 150         | 90          | 160         | 150         | 160         | 170         | 1550        |
| Днів з дощем            | 9           | 8           | 6           | 7           | 6           | 6           | 8           | 5           | 9           | 8           | 8           | 12          | 97          |
| Вологість повітря, %    | 74          | 72          | 69          | 70          | 76          | 81          | 83          | 79          | 77          | 74          | 73          | 75          | 75          |
| ----------------------- | ----------- | ----------- | ----------- | ----------- | ----------- | ----------- | ----------- | ----------- | ----------- | ----------- | ----------- | ----------- | ----------- |
| Джерело: Weatherbase    |             |             |             |             |             |             |             |             |             |             |             |             |             |

## Історія
Виникло на основі стародавнього адміністративного центру провінції Садо. Протягом середньовіччя було місцем заслання політичних злочинців. З 17 століття, після відкриття золотого рудника, перетворене на гірниче поселення під опікою сьоґунату Токуґава. Засноване 1 березня 2004 року шляхом об'єднання усіх населених пунктів острова — міста Рьоцу, містечок Айкава, Савада, Канай, Хатано, Мано, Оґі, Хамоті, сіл Ніїбо й Акадорі.

## Економіка
Основою економіки є сільське господарство, рибальство, інформаційні технології, туризм. В місті розташовано декілька курортних пляжів.

## Уродженці
- Ямамото Цуйосі (* 1948) — японський джазовий піаніст.